# 이윤지 (방송인)
이윤지(1986년 5월 27일~)는 대한민국의 아나운서, 작가이다.

## 생애
연세대학교 신문방송학과를 졸업한 뒤, 2011년 KBS 진주방송국에 아나운서로 입사했다. 2012년부터 YTN 아나운서, YTN PLUS 콘텐츠제작팀 팀장으로 근무하였으며 현재 프리랜서 아나운서로 활동하고 있다. 저서로는 <메타인지 대화법> (2022, 넥서스)이 있으며 스피치컨설팅 멘쉬커뮤니케이션 대표이다.

## 진행 프로그램
- EBS : 찾아가는 교육정책 서비스, 함께하는 토크콘서트 학부모는 처음이라
- JTBC : 특집 다큐멘터리 <꿈의 자격> 내레이션
- YTN : 헬스플러스라이프[1], 유알어닥터, 사이언스투데이[2], 환경예찬, 박문호의 뇌과학강의, 씽씽한국어
- YTN FM : 뉴스앤뮤직, 톡톡 뉴스와 상식, 한밤의 음악여행[3]
- KBS진주 : KBS 뉴스9, 시사매거진 진주투데이
- 대교, 삼성화재, 포스코건설 사내방송 아나운서 등

## 저서
- 지금 당신이 글을 써야 하는 이유 (공동저자) (봄름, 2023)
- 엄마가 보고 싶은 날엔 코티분 뚜껑을 열었다 (공동저자) (어셈블, 2023)
- 가장 좋은 시간은 나에게 준다 (공동저자) (어셈블, 2022)
- 메타인지 대화법 (넥서스BIZ, 2022)[4]